# Franklin Center (Nueva Jersey)
Franklin Center es un lugar designado por el censo ubicado en el condado de Somerset en el estado estadounidense de Nueva Jersey. En el año 2010 tenía una población de 6.200 habitantes.

## Geografía
Franklin Center se encuentra ubicado en las coordenadas 40°36′41.79″N 74°41′48.85″O / 40.6116083, -74.6969028.